# Murillo (Texas)
Nurillo è un census-designated place degli Stati Uniti d'America situato nella contea di Hidalgo dello Stato del Texas.
Fa parte dell'area metropolitana di McAllen–Edinburg–Mission.

## Geografia fisica
Nurillo è situata a 26°16′02″N 98°07′54″W (26.267091, -98.131725).
Secondo lo United States Census Bureau, ha un'area totale di 7,0 miglia quadrate (18.0 km²).

## Società

### Evoluzione demografica
Secondo il censimento del 2000, c'erano 5.056 persone, 1.231 nuclei familiari e 1.144 famiglie residenti nella città. La densità di popolazione era di 726,0 persone per miglio quadrato (280,5/km²). C'erano 1.329 unità abitative a una densità media di 190,8 per miglio quadrato (73,7/km²). La composizione etnica della città era formata dal 75,95% di bianchi, lo 0,34% di afroamericani, lo 0,32% di nativi americani, il 21,02% di altre razze, e il 2,37% di due o più etnie. Ispanici o latinos di qualunque razza erano il 96,70% della popolazione.
C'erano 1.231 nuclei familiari di cui il 64,7% aveva figli di età inferiore ai 18 anni, il 72,5% aveva coppie sposate conviventi, il 15,5% aveva un capofamiglia femmina senza marito, e il 7,0% erano non-famiglie. Il 5,4% di tutti i nuclei familiari erano individuali e l'1,8% aveva componenti con un'età di 65 anni o più che vivevano da soli. Il numero di componenti medio di un nucleo familiare era di 4,11 e quello di una famiglia era di 4,24.
La popolazione era composta dal 39,9% di persone sotto i 18 anni, il 12,7% di persone dai 18 ai 24 anni, il 28,2% di persone dai 25 ai 44 anni, il 15,3% di persone dai 45 ai 64 anni, e il 3,9% di persone di 65 anni o più. L'età media era di 24 anni. Per ogni 100 femmine c'erano 96,7 maschi. Per ogni 100 femmine dai 18 anni in giù, c'erano 93,2 maschi.
Il reddito medio di un nucleo familiare era di 24.645 dollari e quello di una famiglia era di 25.160 dollari. I maschi avevano un reddito medio di 18.137 dollari contro i 15.284 dollari delle femmine. Il reddito pro capite era di 7.611 dollari. Circa il 32,8% delle famiglie e il 38,2% della popolazione erano sotto la soglia di povertà, incluso il 43,7% di persone sotto i 18 anni e il 37,6% di persone di 65 anni o più.